# 카타오카 마사시
카타오카 마사시(일본어: 片岡正志, 남성, 1945년 4월 1일 ~ )는 일본 효고현에서 태어났으며, 간사이 TV 방송의 대표이사 사장이다.

## 약력
- 1967년 3월 도시샤 대학법학부 졸업
- 1967년 4월 간사이 TV 방송 입사
- 1992년 7월 간사이 TV 방송 도쿄 지사 총무부장
- 1996년 7월 간사이 TV 방송 제작국 제2제작부장
- 1999년 6월 간사이 TV 방송 영상편집국장
- 2002년 6월 (주) 에이트 빌딩 서비스 대표이사 사장
- 2003년 6월 간사이 TV 방송 이사
- 2005년 6월 간사이 TV 방송 상무이사
- 2005년 6월 고치산산테레비 이사
- 2007년 4월 4일 간사이 TV 방송 대표이사 사장 취임